# GEKA
GEKA, Gesellschaft zur Entsorgung chemischer Kampfstoffe und Rüstungs-Altlasten (ungefär "Centrum för destruktion av kemiska stridsmedel och rustningsavfall"), är ett i Munster i Tyskland beläget företag med huvudsaklig uppgift att förstöra kemiska stridsmedel och materiel som kontaminerats med sådana. GEKA var fram till privatiseringen 17 december 1997 en del av det statsägda institutet Wehrwissenschaftlichen Institut für Schutztechnologien - ABC-Schutz.